# Kunststiftung Baden-Württemberg

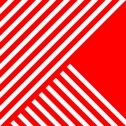
Logo der Kunststiftung Baden-Württemberg

Die Kunststiftung Baden-Württemberg ist eine gemeinnützige Gesellschaft mit beschränkter Haftung mit Sitz in Stuttgart.

## Organisation
Die Kunststiftung Baden-Württemberg fördert junge Künstler. Sie wurde 1977 mit dem Ziel gegründet, junge Künstler finanziell und durch eine verstärkte Öffentlichkeitsarbeit zu fördern. Die Gründung geschah auf Initiative von 1977 im Landtag vertretenen Abgeordneten.
2003 wurde die Organisation mit dem Kulturförderpreis der Landesstiftung ausgezeichnet.
Die Finanzierung basiert auf einer Komplementärfinanzierug, die aus öffentlichen Zuschüssen und Spendeneinnahmen besteht. Jeder Euro der aus Spenden eingeworben wird, die aus allen Kreisen der Bevölkerung – von Firmen, Städten und Privatpersonen – aufgebracht werden, wird vom Land verdoppelt. Somit hängt der Zuschuss des Landes Baden-Württemberg von der Höhe der Spendeneinnahme ab.
2009 wurde das KunstBüro eingerichtet. Es bietet eine zusätzliche Möglichkeit zur Professionalisierung und Weiterbildung für junge Künstler.
2017 feierte die Kunststiftung ihr 40-jähriges Jubiläum im Rahmen einer Ausstellung mit dem Titel Resonanzen im Zentrum für Kunst und Medien (ZKM) Karlsruhe. Bis dahin hatte die Kunststiftung über 900 Künstler verschiedener Sparten unterstützt. Die Ausstellung zeigte die künstlerische Entwicklung der Stipendiaten. Unterschiedliche Medien wie Installation, Skulptur, Malerei, Fotografie, Video und Performance wurden präsentiert. Thematisch zeigte sich eine Bandbreite der Arbeiten von Post-Minimal, Konzeptkunst, Gender und Identität sowie der individuellen Mythologie. Kuratoren der Ausstellung waren Bernd Georg Milla und Philipp Ziegler.
Auch vor der Kunststiftung macht die Digitalisierung nicht halt. Interessante Einblicke in das Schaffen der Stipendiaten bieten seit einiger Zeit die Tiny Room Sessions, die in youtube zu verfolgen sind. Seit kurzem produzieren Stipendiaten auch einen PodCast.

## Leitung
Die Kulturstiftung Baden-Württemberg wird von einem Beirat und einem Kuratorium gelenkt. In diesen Gremien sind alle politischen Parteien, Leiter von Kulturinstitutionen sowie Künstler vertreten. Der Geschäftsführer koordiniert und organisiert die Arbeit der Stiftung.
Die bisherigen Geschäftsführer waren und sind:
- 1977–2002 Ingeborg Kimmig
- 2002–2010 Petra von Olschowski (leitet seit 1. September 2010 als Rektorin die Staatliche Akademie der Bildenden Künste Stuttgart)
- seit 2010 Bernd Georg Milla

## Stipendien
Ein Stipendium wird an besonders begabte Künstler der Sparten Bildende Kunst, Musik (Jazz, Klassik, Komposition und Neue Musikformen), Literatur, Darstellende Kunst, Kunstkritik und Kulturmanagement verliehen, die jünger als 35 Jahre und in Baden-Württemberg ihren Arbeitsschwerpunkt haben. Das Preisgeld beträgt 5.000–12.000 Euro. Außerdem bekommen die Stipendiaten die Möglichkeit an verschiedenen Veranstaltungen ihre Kunst zu präsentieren (Veranstaltungen, Ausstellungen, Lesungen und Konzerte). Auch Ann-Sophie Mutter gehörte einst zu den Stipendiaten.
Rund 350 angehende Künstler bewerben sich pro Jahr. Wer zu den 20 Geförderten gehört, entscheiden Fachjurys und der Beirat.
In der Villa der Kunststiftung stehen 5 Ateliers zur Verfügung.

## Preise
- Maria-Ensle-Preis (seit 1994 jährlich alternierend an Komponisten, bildende Künstler und Literaten)
- Carl-Einstein-Preis (von 1990 bis zum Jahr 2000 alle zwei Jahre an freie Kunstjournalisten)
- Peter-Hans-Hofschneider-Preis (Bildende Kunst), seit 2010 an junge Akademie-Abgänger